# 미렌도르프플라츠역
미렌도르프플라츠역(U-Bahnhof Mierendorffplatz)은 베를린 샤를로텐부르크빌머스도르프구 샤를로텐부르크에 있는 U7의 역이다. 1980년 10월 1일 U7의 북서부 연장 당시에 개업했다.
라이너 륌러가 설계했으며, 역사 벽면의 디자인은 "M"자를 추상화한 형태이며 타일 재질로 마감되었다. 에스컬레이터는 설치되어 있지만 엘리베이터는 설치되어 있지 않다. 최소한 2022년 이후에 엘리베이터 설치가 예정되어 있다.
2017년 5월부터 양쪽 대합실에 1915년 시점에서 이 역의 소재지였던 구스타프아돌프 광장(Gustav-Adolf-Platz)을 배경으로 한 사진이 게시되었다.
2018년 말 1960년대와 1970년대 서베를린에 건설된 도시 철도역 12곳의 일부로 베를린의 건축유산으로 지정되었다.
베를린 버스 M27번과 환승할 수 있다.

## 인접 철도역
| 베를린 지하철                         | 베를린 지하철 | 베를린 지하철                  |
| ------------------------------------- | ------------- | ------------------------------ |
| 융페른하이데 라트하우스 슈판다우 방면 | U7            | 리하르트바그너플라츠 루도 방면 |